# 4768 Hartley
A 4768 Hartley (ideiglenes jelöléssel 1988 PH1) a Naprendszer kisbolygóövében található aszteroida. Noymer A. J. fedezte fel 1988. augusztus 11-én.